# パキスタン証券取引所
パキスタン証券取引所（パキスタンしょうけんとりひきじょ、ウルドゥー語: پاکستان سٹاک ایکسچینج、英語: Pakistan Stock Exchange; PSX）は、パキスタンのカラチに本部を置く証券取引所。株式のほか不動産投資信託やETF、も上場している。2019年現在上場企業は558社で市場の時価総額は9兆3860億パキスタン・ルピー（約7兆5780億円）。2016年1月11日にパキスタン内の3カ所の取引所、カラチ証券取引所、ラホール証券取引所、イスラマバード証券取引所の合併により誕生。合併後に3カ所の取引所は支部として機能している。

## 取引時間
- 月曜から木曜：午前9時30分〜午後3時30分
- 金曜：午前9時17分〜午後0時（前場） 午後2時30分〜後後4時30分（後場）

年に14日ある祝日は休場

## 事件
2020年6月19日、4人からなる武装グループにより襲撃された。警備員ら4人が死亡、7人が負傷。襲撃者も警察により全員射殺された。

## 平均株価
- KSE 100 Index
- KSE 30 Index

カラチ証券取引所の略称KSEを合併後も使用している。
- All Share Index
- KMI 30 Index
- PSX-KMI All Shares Index
- Banks Tradable Index (BKTi)
- Oil & Gas Tradable Index (OGTi)